# Bothriechis
Genre
Bothriechis est un genre de serpents de la famille des Viperidae. 

## Répartition
Les 11 espèces de ce genre se rencontrent en Amérique centrale.

## Description
Ce sont des reptiles arboricoles.

## Liste des espèces
Selon The Reptile Database (03 mars 2017) :
- Bothriechis aurifer (Salvin, 1860)
- Bothriechis bicolor (Bocourt, 1868)
- Bothriechis guifarroi Townsend, Medina-Flores, Wilson, Jadin & Austin, 2013
- Bothriechis lateralis Peters, 1862
- Bothriechis marchi (Barbour & Loveridge, 1929)
- Bothriechis nigroviridis Peters, 1859
- Bothriechis nubestris Doan, Mason, Castoe, Sasa & Parkinson, 2016
- Bothriechis rowleyi (Bogert, 1968)
- Bothriechis schlegelii (Berthold, 1846)
- Bothriechis supraciliaris (Taylor, 1954)
- Bothriechis thalassinus Campbell & Smith, 2000

## Publication originale
- Peters, 1859 : Über die von Hrn. Dr. Hoffmann in Costa Rica gesammelten und an das Königl. Zoologische Museum gesandten Schlangen. Monatsbericht der Königlich-Preussischen Akademie der Wissenschaften zu Berlin, vol. 1859, p. 275-278 (texte intégral).